# Dontnod Entertainment
Dontnod entertainment är en fransk spelutvecklare som grundades 2008. Dontnod entertainment är speciellt kända för Life is Strange men också för tidiga spel som Remember Me.